# 1815
Il 1815 (MDCCCXV in numeri romani) è un anno  del XIX secolo.

## Eventi
- Il missionario tedesco Schnelen, d'accordo con la Chiesa e col suo governo, fonda la missione Betani nel territorio dei nama.
- In Inghilterra vengono istituite le Corn Laws.
- Humpry Davy inventa la lampada di sicurezza per minatori.
- Joseph Léopold Sigisbert Hugo si separa dalla moglie Sophie Trébuchet.
- Victor Hugo è ospite fino al 1818 del convitto Cordier, dove si prepara all'ammissione all'École polytechnique.
- 2 gennaio – Lord Byron sposa Anna Isabella Milbanke.
- 3 gennaio – Austria, Regno Unito e Francia formano un'alleanza difensiva segreta contro Prussia e Russia.
- 8 gennaio – Battaglia di New Orleans: Lo scontro tra statunitensi e britannici fu dovuto al fatto che la notizia della stipula della pace (Trattato di Gand - 24 dicembre 1814) non fece in tempo a giungere fino a New Orleans, non essendo ancora stato inventato il telegrafo.
- 26 febbraio – Italia: Napoleone fugge dall'esilio dell'Isola d'Elba.
- 1º marzo – Francia: Napoleone sbarca nel golfo di Cannes, ad Antibes.
- 13 marzo – Il Congresso di Vienna dichiara "fuorilegge" Napoleone.
- 14 marzo – Francia: Ad Auxerre, il maresciallo Michel Ney e le sue forze, agli ordini di Luigi XVIII, inviate ad arrestare Napoleone, si unirono invece ad esso.
- 15 marzo – Guerra austro-napoletana: Il Re di Napoli Gioacchino Murat dichiara guerra all'Impero austriaco.
- 19 marzo – Luigi XVIII, appresa la notizia dello sbarco di Napoleone in Provenza, fugge in gran fretta verso Gand, in Belgio, su suggerimento di Talleyrand.
- 20 marzo
  - Francia – Inizio dei Cento giorni di Napoleone, il quale entra trionfalmente a Parigi.
  - Francia – I vandeani riorganizzarono l'Esercito cattolico e reale e insorsero per la quarta volta.
- 25 marzo – Regno Unito, Impero Russo e austriaco e Prussia danno vita alla Settima Coalizione, alla quale in seguito aderirono altre nazioni.
- 30 marzo – Guerra austro-napoletana – Con il Proclama di Rimini, il Re di Napoli Gioacchino Murat esorta gli italiani all'unità nazionale, sancendo l'inizio del Risorgimento.
- 31 marzo – Francia: Napoleone forma un nuovo governo con Cambacérès alla Giustizia, l'ex giacobino Carnot all'Interno, Caulaincourt agli Esteri, Decrès alla Marina, Gaudin alle Finanze, Davout alla Guerra e Mollien al Tesoro; capo della polizia era l'esperto Fouché. Napoleone, per tagliare ogni rapporto con il passato senza ripresentarsi nella vecchia veste di autocrate, decise di presentare una nuova Costituzione e a tal scopo, mediante Fouché e Carnot, ex membri della Convenzione e di idee di sinistra, cercò di ingraziarsi gli intellettuali e nominò Benjamin Constant consigliere di stato con l'incarico di redigere la nuova Carta costituzionale.
- 3 aprile – Guerra austro-napoletana, Battaglia del Panaro: L'esercito napoletano di Gioacchino Murat conquista Bologna e poi sconfigge l'esercito austriaco comandato da Federico Bianchi.
- 5-17 aprile – Indonesia: violentissima eruzione del vulcano Tambora.
- 8 aprile
  - Francia – Napoleone ordinò una mobilitazione generale, ma l'odiata coscrizione obbligatoria fu ufficializzata solo tre settimane più tardi.
  - Guerra austro-napoletana – Due divisioni della Guardia dell'esercito napoletano occupano Firenze, costringendo il granduca di Toscana Ferdinando III d'Asburgo-Lorena a rifugiarsi a Pisa e respingendo a Pistoia il contingente austriaco.
- 9 aprile – Guerra austro-napoletana, Battaglia di Occhiobello: Gioacchino Murat è sconfitto e il suo tentativo di attraversare il Po fallisce.
- 11 aprile – Il Tambora dà vita all'eruzione più distruttiva della storia dell'umanità, causando più di 10.000 vittime al momento dell'esplosione, ed altre 82.000 in seguito per malattia e fame.
- 12 aprile – Guerra austro-napoletana, Battaglia di Casaglia: Murat è sconfitto ed è costretto a levare l'assedio a Ferrara.
- 16 aprile – Guerra austro-napoletana: Murat deve abbandonare Bologna, subito occupata dalle truppe austriache al comando di Johann Maria Philipp Frimont.
- 20 aprile – Guerra austro-napoletana: Le truppe austriache al comando di Federico Bianchi occupano Firenze.
- 22 aprile – Guerra austro-napoletana: Le truppe austriache al comando di Adam Albert von Neipperg occupano Forlì.
- 26 aprile – Guerra austro-napoletana: Le truppe austriache al comando di Federico Bianchi occupano Foligno.
- 29 aprile – Guerra austro-napoletana: Le truppe austriache al comando di Adam Albert von Neipperg occupano Fano.
- 30 aprile – Guerra austro-napoletana: le truppe austriache al comando di Laval Nugent von Westmeath occupano Roma e rimettono sul trono papa Pio VII.
- 1º maggio  – Guerra austro-napoletana, Battaglia di Scapezzano: Le truppe austriache al comando di Adam Albert von Neipperg sconfiggono le truppe napoletane.
- 3 maggio
  - Guerra austro-napoletana, Battaglia di Tolentino – L'esercito austriaco sconfigge le truppe del Regno di Napoli comandate da Gioacchino Murat.
  - Belgio – Il comandante inglese Duca di Wellington e il comandante prussiano Blücher, con le truppe della Settima coalizione, stabilirono di coordinare le loro operazioni in caso di attacco dell'esercito francese.
- 5 maggio – Guerra austro-napoletana: Una flotta anglo-austriaca blocca il porto di Ancona, quartier generale dell'esercito napoletano.
- 12 maggio – Guerra austro-napoletana: Le truppe austriache al comando di Federico Bianchi occupano L'Aquila.
- 13 maggio – Guerra austro-napoletana, Battaglia di Castel di Sangro: Le truppe austriache al comando di Federico Bianchi mettono in rotta le truppe napoletane.
- 15-17 maggio – Guerra austro-napoletana, Battaglia di San Germano: Lo scontro finale della guerra austro-napoletana fu vinta dalle truppe austriache comandate da Laval Nugent von Westmeath contro quelle napoletane comandate dal re Gioacchino Murat, presso l'odierna Cassino.
- 20 maggio – Guerra austro-napoletana: Con il trattato di Casalanza, firmato presso Capua, viene posta fine alla guerra, restituendo il Regno di Napoli ai Borbone.
- 23 maggio – Guerra austro-napoletana: Le truppe austriache entrano a Napoli, rimettendo sul trono Ferdinando IV di Napoli e Sicilia.
- 9 giugno – Si conclude il Congresso di Vienna.
- 15 giugno – Belgio: Napoleone attacca a sorpresa Charleroi, sfruttando la scarsa coesione e i precari collegamenti tra i due eserciti alleati.
- 16 giugno – Belgio:
  - Battaglia di Ligny – Napoleone attacca a Ligny i prussiani, che subirono una dura sconfitta, anche se riuscirono ad evitare la distruzione.
  - Battaglia di Quatre Bras – In un'azione separata svoltasi lo stesso giorno della battaglia di Ligny, l'ala sinistra dell'esercito francese, sotto il comando del maresciallo Michel Ney, intercettò le forze anglo-tedesche del Duca di Wellington; dopo un'aspra battaglia il comandante britannico, appresa la notizia della sconfitta del feldmaresciallo Blücher, decise di ripiegare verso Bruxelles e riuscì, dopo una difficile ritirata inseguito da Napoleone, a stabilirsi sulla posizione di Mont St. Jean, davanti alla foresta di Soignes, dove intendeva combattere una battaglia difensiva in attesa dell'arrivo in suo sostegno dei prussiani.
- 18 giugno
  - Belgio – Battaglia di Wavre: Una retroguardia dell'esercito prussiano viene fatta ripiegare da una più numerosa armata francese, ma consente al generale Blücher, comandante in capo dell'esercito di Wellington di sbaragliare Napoleone nella Battaglia di Waterloo.
  - Belgio – Battaglia di Waterloo Napoleone subisce la sua definitiva sconfitta. Pochi mesi dopo gli inglesi lo manderanno a sant'Elena.
- 21 giugno – Francia: Napoleone tenta di convincere le Camere della necessità di fornirgli poteri dittatoriali, per intraprendere le azioni che, a suo dire, avrebbero ancora potuto fermare l'avanzata degli eserciti della coalizione. I deputati, tuttavia, si oppongono e gli chiedono un passo indietro.
- 23 giugno – Francia: I deputati votano a favore della richiesta di abdicazione di Napoleone, che l'imperatore decide di redigere e firmare.
- 3 luglio – Francia: Il governo decide la resa incondizionata della capitale alle forze della Settima coalizione.
- 8 luglio – Francia: Luigi XVIII entra trionfalmente a Parigi, al seguito delle truppe della Settima coalizione.
- 12 luglio – Francia: L'armata delle Alpi di Suchet accetta i termini della resa negoziata con il comando austriaco.
- 14 luglio – Francia: Il Ministro della guerra e maresciallo Davout completa la ritirata dell'esercito dietro la Loira, dove firma la resa.
- 15 luglio: Napoleone decide spontaneamente di consegnarsi agli inglesi a bordo della fregata Bellerophon, da dove sarà condotto a Portsmouth e da lì imbarcato su un'altra nave per raggiungere la sede del suo esilio: Sant'Elena.
- 8 agosto – Italia, fine dell'assedio di Gaeta. Resa delle ultime forze napoleoniche in Europa.
- 26 settembre – Austria, Russia e Prussia firmano il trattato della Santa Alleanza.
- 8 ottobre – L'ex-Re di Napoli Gioacchino Murat sbarca con ventotto compagni a Pizzo Calabro per cercare di recuperare il proprio trono, ma è arrestato.
- 13 ottobre – Gioacchino Murat è fucilato a Pizzo Calabro.
- 16 ottobre – La nave da battaglia inglese HMS Northumberland giunge a Sant'Elena, un'isola nell'Oceano Atlantico, col prezioso carico. Con un piccolo seguito di fedelissimi, Napoleone viene trasferito nel villaggio interno di Longwood, ove rimane fino al decesso.

## Nati
Ci sono circa 380 voci su persone nate nel 1815; vedi la pagina Nati nel 1815 per un elenco descrittivo o la categoria Nati nel 1815 per un indice alfabetico.

## Morti

### Gennaio
- 2 gennaio - George Gale, politico statunitense (n. 1756)
- 4 gennaio - William Kerr, V marchese di Lothian, nobile scozzese (n. 1737)
- 5 gennaio - Anton Wilhelm von L'Estocq, generale prussiano (n. 1738)
- 7 gennaio - Pierre André Grobon, generale francese (n. 1767)
- 9 gennaio - Giovanni Castiglione, cardinale e vescovo cattolico italiano (n. 1742)
- 9 gennaio - Claude Juste Alexandre Legrand, generale francese (n. 1762)
- 10 gennaio - Belsazar Hacquet, medico e scienziato austriaco (n. 1739)
- 15 gennaio - Giuseppe Manfredini, pittore italiano
- 15 gennaio - Mademoiselle Raucourt, attrice teatrale francese (n. 1756)
- 16 gennaio - Emma Hamilton, avventuriera inglese (n. 1765)
- 16 gennaio - Henry Thornton, politico e economista inglese (n. 1760)
- 17 gennaio - Giovanni Battista Monteggia, chirurgo italiano (n. 1762)
- 21 gennaio - Francesco Pietro Raccamarich, vescovo cattolico e nobile dalmata (n. 1744)
- 22 gennaio - Carlos Amarante, architetto e ingegnere portoghese (n. 1748)
- 23 gennaio - Giuseppe Gori, scultore italiano (n. 1739)
- 25 gennaio - Dziaddin Mukarram Shah II di Kedah, sovrano malese (n. 1754)
- 31 gennaio - Francesco Saverio Maria Bianchi, presbitero italiano (n. 1743)
- 31 gennaio - José Félix Ribas, militare e patriota venezuelano (n. 1775)

### Febbraio
- 4 febbraio - Salomone Fiorentino, poeta italiano (n. 1743)
- 4 febbraio - Jacob van Strij, pittore olandese (n. 1756)
- 5 febbraio - Antonio Maria Jaci, presbitero, matematico e astronomo italiano (n. 1739)
- 7 febbraio - Salomone II d'Imerezia, re (n. 1772)
- 9 febbraio - Antoine Jean Marie Thévenard, ammiraglio francese (n. 1733)
- 12 febbraio - Étienne Marie Antoine Champion de Nansouty, generale francese (n. 1768)
- 16 febbraio - Vincenzo Chiminello, astronomo italiano (n. 1741)
- 19 febbraio - Domenico Conti Bazzani, pittore italiano (n. 1740)
- 22 febbraio - Smithson Tennant, chimico inglese (n. 1761)
- 24 febbraio - Robert Fulton, ingegnere statunitense (n. 1765)
- 25 febbraio - Pëtr Petrovič Dolgorukov, generale e nobile russo (n. 1744)
- 26 febbraio - Federico Giosia di Sassonia-Coburgo-Saalfeld, nobile e generale tedesco (n. 1737)

### Marzo
- 4 marzo - Frances Abington, attrice teatrale inglese (n. 1737)
- 5 marzo - Franz Anton Mesmer, medico tedesco (n. 1734)
- 6 marzo - Lungtok Gyatso, monaco buddhista tibetano (n. 1806)
- 6 marzo - Francisco Javier de Lizana y Beaumont, arcivescovo cattolico spagnolo (n. 1749)
- 7 marzo - Francesco Bartolozzi, disegnatore, pittore e incisore italiano (n. 1727)
- 8 marzo - Karl Dominik von Reding, politico svizzero (n. 1755)
- 12 marzo - Mariano Melgar, poeta peruviano (n. 1790)
- 13 marzo - Marsilio Landriani, chimico italiano (n. 1751)
- 14 marzo - Johann Georg Rosenmüller, teologo tedesco (n. 1736)
- 16 marzo - Gioacchino Maria Adami, politico italiano (n. 1739)
- 17 marzo - Mateo Pumacahua
- 18 marzo - Francesco Maria Colle, storico italiano (n. 1744)
- 21 marzo - Agostino Zhao Rong, presbitero cinese (n. 1746)

### Aprile
- 1º aprile - Giovanni Andrea Avogadro, vescovo cattolico e gesuita italiano (n. 1735)
- 1º aprile - Pietro Napoli Signorelli, saggista, storiografo e scrittore italiano (n. 1731)
- 1º aprile - Tommaso Valperga di Caluso, filosofo, astronomo e fisico italiano (n. 1737)
- 2 aprile - Leopoldo da Gaiche, presbitero italiano (n. 1732)
- 2 aprile - Angelo Quaglio il Vecchio, pittore, grafico e litografo tedesco (n. 1778)
- 3 aprile - José de Córdova y Ramos, ammiraglio e esploratore spagnolo (n. 1732)
- 8 aprile - Jakub Jan Ryba, compositore e insegnante ceco (n. 1765)
- 10 aprile - Felice Caronni, archeologo, numismatico e incisore italiano (n. 1747)
- 10 aprile - William Roxburgh, botanico scozzese (n. 1751)
- 12 aprile - Sergej Aleksandrovič Menšikov, nobile e ufficiale russo (n. 1746)
- 17 aprile - Carlo Antonio Marin, storico italiano (n. 1745)
- 17 aprile - Pompilio Pozzetti, letterato italiano (n. 1760)
- 24 aprile - Giovanni Boccaccio, carabiniere italiano (n. 1781)
- 26 aprile - Carsten Niebuhr, matematico, cartografo e esploratore tedesco (n. 1733)
- 29 aprile - James Stuart, generale britannico (n. 1741)

### Maggio
- 2 maggio - Varvara von Engelhardt, nobildonna russa (n. 1757)
- 4 maggio - Louis-Antoine-Cyprien Infernet, ammiraglio francese (n. 1756)
- 7 maggio - Luigi Gaetano Marini, storico, archeologo e giurista italiano (n. 1742)
- 8 maggio - Louis-Auguste Juvénal des Ursins d'Harville, nobile, militare e politico francese (n. 1749)
- 9 maggio - Enrico Sanclemente, abate e numismatico italiano (n. 1732)
- 15 maggio - Jacopo Alessandro Calvi, pittore italiano (n. 1740)
- 17 maggio - Angelico Benincasa, arcivescovo cattolico e religioso italiano (n. 1728)
- 21 maggio - William Nicholson, chimico e saggista inglese (n. 1753)
- 24 maggio - Nicola Giustiniani, ceramista italiano (n. 1732)
- 27 maggio - Pietro Sografi, chirurgo italiano (n. 1756)

### Giugno
- 1º giugno - Louis Alexandre Berthier, generale francese (n. 1753)
- 1º giugno - James Gillray, disegnatore britannico (n. 1757)
- 5 giugno - Louis de La Rochejaquelein, generale francese (n. 1777)
- 9 giugno - Marco Antonio Gregorina, vescovo cattolico, scrittore e teologo dalmata (n. 1735)
- 15 giugno - Il'ja Andreevič Bezborodko, politico e generale russo (n. 1756)
- 16 giugno - Federico Guglielmo di Brunswick, principe e generale prussiano (n. 1771)
- 17 giugno - Louis-Michel Letort de Lorville, generale francese (n. 1773)
- 18 giugno - Claude-Étienne Michel, generale francese (n. 1772)
- 18 giugno - Christian von Ompteda, militare tedesco (n. 1765)
- 18 giugno - Thomas Picton, generale gallese (n. 1758)
- 20 giugno - Guillaume Philibert Duhesme, generale francese (n. 1766)
- 20 giugno - George Montagu, naturalista, ornitologo e militare britannico (n. 1753)
- 21 giugno - Pierre-Jean-Baptiste Constant de Suzannet, generale francese (n. 1772)
- 24 giugno - Charles Lee, politico e avvocato statunitense (n. 1758)
- 27 giugno - Jean-Baptiste Girard, generale francese (n. 1775)
- 28 giugno - Torii Kiyonaga, artista giapponese (n. 1752)

### Luglio
- 4 luglio - Eberhard August Wilhelm von Zimmermann, geografo e zoologo tedesco (n. 1743)
- 5 luglio - Maximilian von Merveldt, generale e diplomatico austriaco (n. 1764)
- 7 luglio - Pedro de Garibay, politico e generale spagnolo (n. 1729)
- 11 luglio - Joseph Daquin, medico francese (n. 1732)
- 16 luglio - Adolph Ferdinand Gehlen, chimico tedesco (n. 1775)
- 16 luglio - Jakob Josef Zelger, politico svizzero (n. 1735)

### Agosto
- 1º agosto - John Chetwode Eustace, presbitero, scrittore e antiquario britannico
- 2 agosto - Guillaume Marie-Anne Brune, generale francese (n. 1763)
- 6 agosto - Giuseppe Gherardeschi, organista e compositore italiano (n. 1759)
- 12 agosto - Aubrey Beauclerk, VI duca di St. Albans, politico britannico (n. 1765)
- 14 agosto - Francesco Maria Pignatelli, cardinale italiano (n. 1745)
- 14 agosto - Jean Auguste de Chastenet de Puységur, arcivescovo cattolico francese (n. 1740)
- 15 agosto - Richard Bassett, politico e avvocato statunitense (n. 1745)
- 15 agosto - Eugène Louis Melchior Patrin, naturalista e mineralogista francese (n. 1742)
- 19 agosto - Charles de la Bédoyère, generale francese (n. 1786)
- 21 agosto - Carl Johan Adlercreutz, generale svedese (n. 1757)
- 22 agosto - José de Iturrigaray, militare spagnolo (n. 1742)
- 29 agosto - Philip Stanhope, V conte di Chesterfield, nobile, politico e diplomatico inglese (n. 1755)

### Settembre
- 9 settembre - John Singleton Copley, pittore statunitense (n. 1738)
- 14 settembre - Jean-Gabriel-Taurin Dufresse, vescovo cattolico e santo francese (n. 1750)
- 20 settembre - Nicolas Desmarest, geologo e enciclopedista francese (n. 1725)

### Ottobre
- 4 ottobre - Christophe-Philippe Oberkampf, imprenditore francese (n. 1738)
- 12 ottobre - Pietro Augustoni, architetto italiano (n. 1741)
- 13 ottobre - Gioacchino Murat, generale francese (n. 1767)
- 19 ottobre - Paolo Mascagni, anatomista e illustratore italiano (n. 1755)
- 22 ottobre - Claude Lecourbe, generale francese (n. 1759)

### Novembre
- 5 novembre - Esprit Tranquille Maistral, ammiraglio francese (n. 1763)
- 9 novembre - Samuel Alken, incisore inglese (n. 1756)
- 11 novembre - Pierre-Louis Ginguené, letterato, storico e critico musicale francese (n. 1748)
- 15 novembre - Stephen Heard, militare statunitense (n. 1740)
- 17 novembre - Luigi Asioli, cantante e compositore italiano (n. 1778)
- 17 novembre - Joseph Habersham, politico e militare statunitense (n. 1751)
- 20 novembre - Ekaterina Petrovna Trubeckaja, nobildonna russa (n. 1744)
- 22 novembre - Manuel Rodríguez Aponte, gesuita, grecista e missionario spagnolo (n. 1737)
- 22 novembre - James Lackington, editore britannico (n. 1746)
- 28 novembre - Johann Peter Salomon, violinista e compositore tedesco (n. 1745)
- 30 novembre - Vittorio Amedeo Gioanetti, medico e chimico italiano (n. 1729)

### Dicembre
- 3 dicembre - John Carroll, gesuita e arcivescovo cattolico statunitense (n. 1735)
- 7 dicembre - Emanuele Moncada Oneto, nobile, politico e militare italiano (n. 1740)
- 7 dicembre - Michel Ney, generale francese (n. 1769)
- 8 dicembre - Pietro Morandi, organista e compositore italiano (n. 1745)
- 9 dicembre - Giuseppe Bossi, pittore, scrittore e collezionista d'arte italiano (n. 1777)
- 15 dicembre - Macario IV Tawil, vescovo cattolico e patriarca cattolico siriano
- 16 dicembre - Charles Howard, XI duca di Norfolk, nobile e politico britannico (n. 1746)
- 19 dicembre - Benjamin Smith Barton, botanico e chimico statunitense (n. 1766)
- 20 dicembre - Pietro Cossali, matematico italiano (n. 1748)
- 20 dicembre - Giovanni Meli, poeta e drammaturgo italiano (n. 1740)
- 22 dicembre - José María Morelos y Pavón, presbitero e patriota messicano (n. 1765)
- 23 dicembre - Jan Potocki, scrittore polacco (n. 1761)
- 24 dicembre - Alvise Mocenigo, politico e imprenditore italiano (n. 1760)
- 29 dicembre - Saartjie Baartman,  sudafricana (n. 1789)
- 30 dicembre - Oluf Gerhard Tychsen, orientalista, numismatico e teologo tedesco (n. 1734)
- 31 dicembre - Thomas Burke, incisore e pittore irlandese (n. 1749)

### Senza giorno specificato
- William Absolon, pittore e decoratore britannico (n. 1751)
- Gabriel André Aucler, avvocato, filosofo e scrittore francese
- Carlo Alberto Baratta, pittore italiano (n. 1754)
- Vincent Yves Boutin, militare francese (n. 1772)
- Virginio Bracci, scultore italiano (n. 1738)
- Tommaso Caravita, giurista e magistrato italiano
- Carlo Chenchi, architetto italiano (n. 1740)
- Francesco Corneliani, pittore italiano (n. 1740)
- Vincenzo Guarana, pittore italiano (n. 1742)
- Spiridione Lusi, diplomatico, politico e letterato greco (n. 1745)
- Michele Mamino, brigante italiano (n. 1769)
- Gaetano Mattioli, violinista, direttore d'orchestra e compositore italiano (n. 1750)
- Ndvungunye, politico swati (n. 1760)
- Benjamin Patersen, pittore svedese
- Giacomo Pichler, incisore italiano (n. 1778)
- Anna Pieri Brignole Sale, nobile italiana (n. 1765)
- Sabine Hitzelberger, cantante lirica tedesca (n. 1755)
- Sakugawa Kanga, karateka giapponese (n. 1733)
- Mattia Stabingher, compositore e flautista italiano (n. 1739)
- Leonardo Targa, medico italiano (n. 1730)
- Hipólito Vieytes, politico argentino (n. 1762)
- Tommaso de Bassus, politico svizzero (n. 1742)

## Calendario
| Calendario 1815 | Calendario 1815 | Calendario 1815 | Calendario 1815 | Calendario 1815 | Calendario 1815 | Calendario 1815 | Calendario 1815 | Calendario 1815 | Calendario 1815 | Calendario 1815 | Calendario 1815 | Calendario 1815 | Calendario 1815 | Calendario 1815 | Calendario 1815 | Calendario 1815 | Calendario 1815 | Calendario 1815 | Calendario 1815 | Calendario 1815 | Calendario 1815 | Calendario 1815 | Calendario 1815 | Calendario 1815 | Calendario 1815 | Calendario 1815 | Calendario 1815 | Calendario 1815 | Calendario 1815 | Calendario 1815 | Calendario 1815 | Calendario 1815 |
| --------------- | --------------- | --------------- | --------------- | --------------- | --------------- | --------------- | --------------- | --------------- | --------------- | --------------- | --------------- | --------------- | --------------- | --------------- | --------------- | --------------- | --------------- | --------------- | --------------- | --------------- | --------------- | --------------- | --------------- | --------------- | --------------- | --------------- | --------------- | --------------- | --------------- | --------------- | --------------- | --------------- |
|                 | 1               | 2               | 3               | 4               | 5               | 6               | 7               | 8               | 9               | 10              | 11              | 12              | 13              | 14              | 15              | 16              | 17              | 18              | 19              | 20              | 21              | 22              | 23              | 24              | 25              | 26              | 27              | 28              | 29              | 30              | 31              |                 |
| Gennaio         | Do              | Lu              | Ma              | Me              | Gi              | Ve              | Sa              | Do              | Lu              | Ma              | Me              | Gi              | Ve              | Sa              | Do              | Lu              | Ma              | Me              | Gi              | Ve              | Sa              | Do              | Lu              | Ma              | Me              | Gi              | Ve              | Sa              | Do              | Lu              | Ma              |                 |
| Febbraio        | Me              | Gi              | Ve              | Sa              | Do              | Lu              | Ma              | Me              | Gi              | Ve              | Sa              | Do              | Lu              | Ma              | Me              | Gi              | Ve              | Sa              | Do              | Lu              | Ma              | Me              | Gi              | Ve              | Sa              | Do              | Lu              | Ma              |                 |                 |                 |                 |
| Marzo           | Me              | Gi              | Ve              | Sa              | Do              | Lu              | Ma              | Me              | Gi              | Ve              | Sa              | Do              | Lu              | Ma              | Me              | Gi              | Ve              | Sa              | Do              | Lu              | Ma              | Me              | Gi              | Ve              | Sa              | Do              | Lu              | Ma              | Me              | Gi              | Ve              |                 |
| Aprile          | Sa              | Do              | Lu              | Ma              | Me              | Gi              | Ve              | Sa              | Do              | Lu              | Ma              | Me              | Gi              | Ve              | Sa              | Do              | Lu              | Ma              | Me              | Gi              | Ve              | Sa              | Do              | Lu              | Ma              | Me              | Gi              | Ve              | Sa              | Do              |                 |                 |
| Maggio          | Lu              | Ma              | Me              | Gi              | Ve              | Sa              | Do              | Lu              | Ma              | Me              | Gi              | Ve              | Sa              | Do              | Lu              | Ma              | Me              | Gi              | Ve              | Sa              | Do              | Lu              | Ma              | Me              | Gi              | Ve              | Sa              | Do              | Lu              | Ma              | Me              |                 |
| Giugno          | Gi              | Ve              | Sa              | Do              | Lu              | Ma              | Me              | Gi              | Ve              | Sa              | Do              | Lu              | Ma              | Me              | Gi              | Ve              | Sa              | Do              | Lu              | Ma              | Me              | Gi              | Ve              | Sa              | Do              | Lu              | Ma              | Me              | Gi              | Ve              |                 |                 |
| Luglio          | Sa              | Do              | Lu              | Ma              | Me              | Gi              | Ve              | Sa              | Do              | Lu              | Ma              | Me              | Gi              | Ve              | Sa              | Do              | Lu              | Ma              | Me              | Gi              | Ve              | Sa              | Do              | Lu              | Ma              | Me              | Gi              | Ve              | Sa              | Do              | Lu              |                 |
| Agosto          | Ma              | Me              | Gi              | Ve              | Sa              | Do              | Lu              | Ma              | Me              | Gi              | Ve              | Sa              | Do              | Lu              | Ma              | Me              | Gi              | Ve              | Sa              | Do              | Lu              | Ma              | Me              | Gi              | Ve              | Sa              | Do              | Lu              | Ma              | Me              | Gi              |                 |
| Settembre       | Ve              | Sa              | Do              | Lu              | Ma              | Me              | Gi              | Ve              | Sa              | Do              | Lu              | Ma              | Me              | Gi              | Ve              | Sa              | Do              | Lu              | Ma              | Me              | Gi              | Ve              | Sa              | Do              | Lu              | Ma              | Me              | Gi              | Ve              | Sa              |                 |                 |
| Ottobre         | Do              | Lu              | Ma              | Me              | Gi              | Ve              | Sa              | Do              | Lu              | Ma              | Me              | Gi              | Ve              | Sa              | Do              | Lu              | Ma              | Me              | Gi              | Ve              | Sa              | Do              | Lu              | Ma              | Me              | Gi              | Ve              | Sa              | Do              | Lu              | Ma              |                 |
| Novembre        | Me              | Gi              | Ve              | Sa              | Do              | Lu              | Ma              | Me              | Gi              | Ve              | Sa              | Do              | Lu              | Ma              | Me              | Gi              | Ve              | Sa              | Do              | Lu              | Ma              | Me              | Gi              | Ve              | Sa              | Do              | Lu              | Ma              | Me              | Gi              |                 |                 |
| Dicembre        | Ve              | Sa              | Do              | Lu              | Ma              | Me              | Gi              | Ve              | Sa              | Do              | Lu              | Ma              | Me              | Gi              | Ve              | Sa              | Do              | Lu              | Ma              | Me              | Gi              | Ve              | Sa              | Do              | Lu              | Ma              | Me              | Gi              | Ve              | Sa              | Do              |                 |